# Фурфурол
Фурфуро́л (або 2-фуральдегід, фураль, фуран-2-альдегід, фурфураль, фурол) — органічна сполука, гетероциклічний альдегід фуранового ряду (С5Н4О2), рідина з запахом житнього хліба. Це безбарвна масляниста рідина, але на повітрі зразки швидко стають жовтими. Фурфурол — нервова отрута.

## Отримання
Отримують з різних сільськогосподарських побічних продуктів, у тому числі кукурудзяних качанів, пшеничних висівок, рисового лушпиння, лушпиння і соломи вівса, рису та ін. злаків, волокна конопель, серцевини вичавленого цукрового очерету, бавовняникових коробочок та ін. і тирси за допомогою реакцій гідролізу пентозанів до пентоз і дегідратації пентоз до фурфуролу (гексозани, в свою чергу, гідролізуються до гексоз).
Може бути отриманий гідролізом рослинної пентозанвмісної сировини розведеними мінеральними кислотами з безперервною відгонкою продукту з парою.

## Застосування
Фурфурол широко використовують як сировину для синтезу фурану, сильвану, фурфурилового спирту, тетрагідрофурану, фуранових смол; у фармацевтичній індустрії для синтезу фармацевтичних препаратів (в тому числі фурациліну); як екстрагент при очищенні масляних дистилятів і попередньо деасфальтованих залишків вакуумної перегонки нафти, прямогонного дизельного палива і газойлю каталітичного крекінгу, рослинних олій; для створення екологічно чистих регуляторів росту рослин. Фурфурол і антидетонатор, який додають в моторне паливо, сировина для виробництва лаків, синтетичних смол, пластмас.